# Abraham Kibiwot
Abraham Kibiwot (Uasin Gishu, 6 de abril de 1996) es un deportista keniano que compite en atletismo, especialista en las carreras de obstáculos.
Participó en dos Juegos Olímpicos de Verano, en los años 2020 y 2024, obteniendo una medalla de bronce en París 2024, en la prueba de 3000 m obstáculos. Ganó una medalla de bronce en el Campeonato Mundial de Atletismo de 2023, en la misma prueba.

## Palmarés internacional
| Juegos Olímpicos   | Juegos Olímpicos   | Juegos Olímpicos  | Juegos Olímpicos  |
| Año                | Lugar              | Medalla           | Prueba            |
| ------------------ | ------------------ | ----------------- | ----------------- |
| 2024               | París (Francia)    | Medalla de bronce | 3000 m obstáculos |
| Campeonato Mundial |                    |                   |                   |
| Año                | Lugar              | Medalla           | Prueba            |
| 2023               | Budapest (Hungría) | Medalla de bronce | 3000 m obstáculos |